# Raymond Vautherin
Raymond Vautherin (pron. fr. AFI: [ʁemɔ̃ votøʁɛ̃]) (La Thuile, 18 settembre 1935 – Aosta, 11 febbraio 2018) è stato un linguista, poeta e drammaturgo italiano.

## Biografia
Lasciò La Thuile a seguito della morte del padre nel 1941 per trasferirsi a Pont d'Aël (Aymavilles), paese di origine della madre. La sua prima raccolta di poesie in patois valdostano, Adjeu poésia fu pubblicata nel 1957, seguita da Lo Cardeleun nel 1959 e Alolon di ten nel 2002.
Era membro del Comité des traditions valdôtaines, della Société Académique de Saint-Anselme, dell'Association Valdôtaine des Archives Sonores (AVAS), cofondatore dello Charaban, la compagnia di teatro popolare in patois valdostano di Aosta, e cofondatore dello sci club Drinc di Aymavilles.

## Opere
Oltre a tre raccolte di poesie (Adjéu poésia, Lo Cardeleun e Alolon di ten), Vautherin pubblicò varie pièces teatrali, soprattutto per Charaban.
Pubblicò inoltre raccolte di racconti in  Dzan fin et Dzan fou , due romanzi, L'état du patois au début du troisième millénaire, Les fontaines de la Vallée d'Aoste e Aymavilles et ses toponymes.
La sua opera principale resta il Nouveau dictionnaire de patois valdôtain, redatto con Aimé Chenal.
Nel 1975 fu nominato direttore della rivista del Comité des traditions valdôtaines «Lo Flambò/Le Flambeau».
Collaborò regolarmente al Messager valdôtain.
La sua attività di traduttore lo portò a lavorare su opere letterarie come il « Lo Petsou Prince » (Il piccolo principe) e su alcuni libri della Bibbia, pubblicati con il titolo « L'Échentà ».
Nel 2007 pubblicò il « Dichonnéro di petsou patoésan » (Dizionario del piccolo patoisant), opera di riferimento per l'apprendimento del patois valdostano nelle scuole materne ed elementari.
Nel 2009 collaborò alla redazione e stampa dell'opuscolo Le français en Vallée d'Aoste - Les raisons d'une présence séculaire  in occasione della commemorazione del centenario della Ligue Valdôtaine.
Nel 2010 fece uscire Lo retor de Dzan fin et Dzan fou.